# Latimeria chalumnae
Il celacanto delle Comore (Latimeria chalumnae Smith, 1939) è un pesce appartenente alla famiglia Latimeriidae. Noto per la sua pigmentazione azzurro splendente, è la più conosciuta delle due specie esistenti di celacanto.

## Caratteristiche biologiche

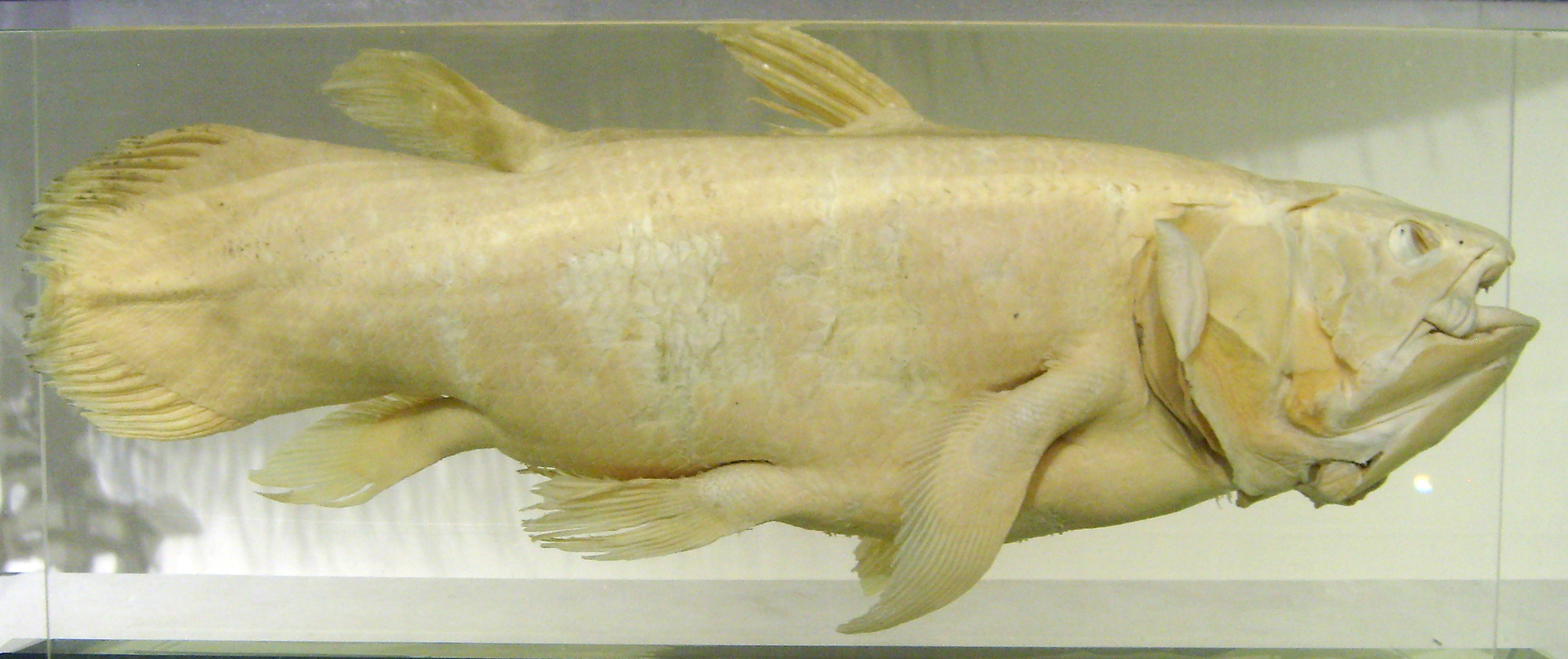
Esemplare di Latimeria chalumnae allo Zoologisk Museum di Copenaghen

Il peso medio di un esemplare vivente di Latimeria chalumnae si aggira sugli 80 kg, mentre la lunghezza può raggiungere anche i 2 m. Le femmine adulte sono leggermente più grandi dei maschi. L. chalumnae ha un areale molto vasto, sebbene la popolazione non sia diffusa uniformemente, che comprende tutta la porzione occidentale dell'Oceano Indiano, dal Sudafrica verso nord, lungo la costa orientale dell'Africa, fino al Kenya, alle Comore e al Madagascar; spesso viene avvistato in piccole colonie.

## Popolazione e conservazione
Secondo il trattato della Convenzione sul commercio internazionale delle specie minacciate di estinzione, il celacanto è stato aggiunto tra le specie in Appendice I (quelle minacciate di estinzione) nel 1989. Il trattato ne proibisce lo sfruttamento a scopo commerciale e regola qualsiasi tipo di commercio della specie, compresi gli esemplari inviati ai musei, attraverso un sistema di permessi. Nel 1998 la popolazione totale del celacanto delle Comore venne stimata sui 500 esemplari o meno, numero che rende molto difficile la sopravvivenza della specie. La IUCN classifica L. chalumniae tra le specie in pericolo critico e L. menadoensis tra quelle vulnerabili.

## Il primo ritrovamento in Sudafrica

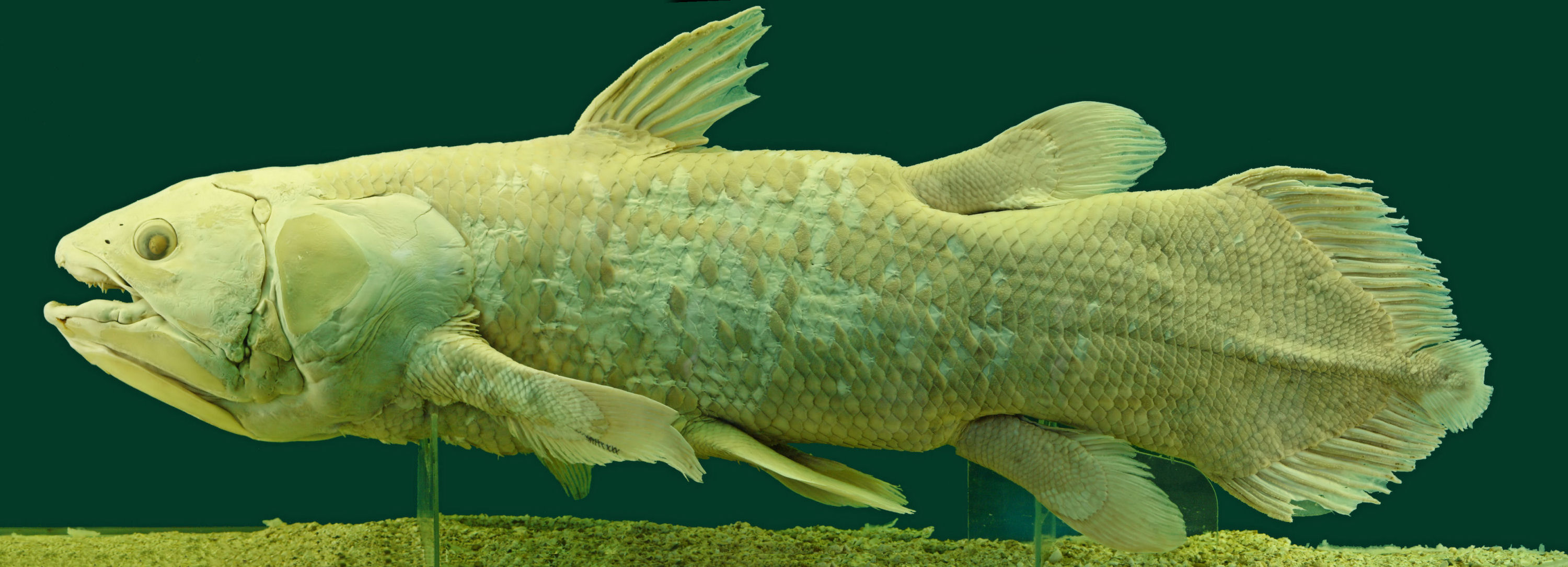
Un esemplare imbalsamato di Latimeria chalumnae al Museo di Storia Naturale di Vienna, Austria (lunghezza: 170 cm - peso: 60 kg). Questo esemplare venne catturato il 18 ottobre 1974 nei pressi di Salimani/Selimani (Grande Comore, Isole Comore).

Il 23 dicembre 1938 Hendrik Goosen, capitano del peschereccio Nerine, ritornava verso il porto di East London (Sudafrica) dopo una battuta di pesca tra i fiumi Chalumna e Ncera. Com'era solito fare di frequente, telefonò ad una sua amica, Marjorie Courtenay-Latimer, curatrice del piccolo museo di East London, per chiederle se voleva osservare i pesci pescati alla ricerca di qualche esemplare interessante e le parlò inoltre di uno strano pesce che aveva messo da parte per lei. Dalla corrispondenza conservata negli archivi dell'Istituto Sudafricano per la Biodiversità Acquatica (SAIAB; in passato Istituto di Ittiologia J. L. B. Smith) si scopre che Goosen fece di tutto per evitare qualsiasi danno a questo pesce e che ordinò al suo equipaggio di metterlo da parte per il Museo di East London. Più tardi il capitano raccontò che la prima volta che vide il pesce esso era di colore azzurro acciaio, ma una volta che la Nerine aveva attraccato nel porto di East London, molte ore più tardi, era divenuto grigio scuro.
Non avendo trovato alcuna descrizione della creatura in tutti i suoi libri, la Courtenay-Latimer cercò di contattare un suo amico, il professor James Leonard Brierley Smith, che purtroppo era via per le vacanze di Natale. Incapace di conservare il pesce, lo inviò con riluttanza a un tassidermista. Quando Smith ritornò riconobbe immediatamente la creatura: era un celacanto, un animale noto solamente allo stato fossile. Smith la battezzò Latimeria chalumnae in onore di Marjorie Courtenay-Latimer e delle acque dove era stato trovato. Le due scoperte ricevettero subito grande notorietà e il pesce divenne noto come «fossile vivente». Questo esemplare è tuttora in mostra nel museo di East London.
Tuttavia, dal momento che l'esemplare era stato impagliato, le branchie e lo scheletro non erano più disponibili per eventuali esami e quindi rimase qualche dubbio sul fatto se si trattava davvero di un celacanto. Smith iniziò allora una lunga caccia alla ricerca di un secondo esemplare, ma vi impiegò più di un decennio.